# La taverna di mezzanotte
La taverna di mezzanotte (深夜食堂?, Shin'ya shokudō) è un manga scritto e disegnato da Yarō Abe.

## Trama
In una taverna Izakaya situata nel quartiere di Shinjuku di Tokyo, aperta da mezzanotte alle 7 del mattino, uno chef, da tutti chiamato "Master" e con una vistosa cicatrice sul viso, accoglie i suoi clienti che hanno terminato il lavoro, ma che ancora non vogliono tornare a casa.
La taverna ha un menu piuttosto basilare, ma i clienti possono chiedere qualsiasi piatto di loro voglia e, se ha gli ingredienti necessari, Master lo cucinerà per loro.

## Media

### Manga
La serie è stata pubblicata a puntate sulla rivista Big Comic Original Zōkan , edita da Shōgakukan, dal 12 ottobre 2006 all'11 agosto 2007. A partire dal 20 agosto 2007 la serie è stata spostata sulla testata Big Comic Original dove tuttora continua la sua serializzazione. I capitoli vengono poi raccolti in volumi monografici wideban, con il primo che è uscito in Giappone il 26 dicembre 2007. L'edizione italiana, pubblicata in volumi doppi nello stesso formato della wideban originale, è pubblicata da BAO Publishing dal 16 luglio 2020. La traduzione dei testi è curata da Prisco Oliva.

#### Volumi
L'edizione italiana presenta dei volumi più grandi, dove ognuno di essi corrisponde a due numeri originali.
| Nº Ja | Nº It | Data di prima pubblicazione | Data di prima pubblicazione | Data di prima pubblicazione | Data di prima pubblicazione |
| Nº Ja | Nº It | Giapponese                  | Giapponese                  | Italiano                    | Italiano                    |
| ----- | ----- | --------------------------- | --------------------------- | --------------------------- | --------------------------- |
| 1     | 1     | 26 dicembre 2007            | ISBN 978-4-09-181707-5      | 16 luglio 2020              | ISBN 978-88-3273-466-9      |
| 2     | 1     | 30 luglio 2008              | ISBN 978-4-09-182160-7      | 16 luglio 2020              | ISBN 978-88-3273-466-9      |
| 3     | 2     | 30 gennaio 2009             | ISBN 978-4-09-182447-9      | 8 ottobre 2020              | ISBN 978-88-3273-515-4      |
| 4     | 2     | 28 agosto 2009              | ISBN 978-4-09-182686-2      | 8 ottobre 2020              | ISBN 978-88-3273-515-4      |
| 5     | 3     | 30 novembre 2009            | ISBN 978-4-09-182800-2      | 20 maggio 2021              | ISBN 978-88-3273-566-6      |
| 6     | 3     | 30 settembre 2010           | ISBN 978-4-09-183470-6      | 20 maggio 2021              | ISBN 978-88-3273-566-6      |
| 7     | 4     | 26 febbraio 2011            | ISBN 978-4-09-183750-9      | 16 settembre 2021           | ISBN 978-88-3273-616-8      |
| 8     | 4     | 28 ottobre 2011             | ISBN 978-4-09-184211-4      | 16 settembre 2021           | ISBN 978-88-3273-616-8      |
| 9     | 5     | 27 aprile 2012              | ISBN 978-4-09-184429-3      | 5 maggio 2022               | ISBN 978-88-3273-695-3      |
| 10    | 5     | 30 novembre 2012            | ISBN 978-4-09-184825-3      | 5 maggio 2022               | ISBN 978-88-3273-695-3      |
| 11    | 6     | 30 luglio 2013              | ISBN 978-4-09-185468-1      | 7 ottobre 2022              | ISBN 978-88-3273-753-0      |
| 12    | 6     | 28 febbraio 2014            | ISBN 978-4-09-186085-9      | 7 ottobre 2022              | ISBN 978-88-3273-753-0      |
| 13    | 7     | 30 settembre 2014           | ISBN 978-4-09-186506-9      | 21 aprile 2023              | ISBN 978-88-3273-833-9      |
| 14    | 7     | 30 aprile 2015              | ISBN 978-4-09-187082-7      | 21 aprile 2023              | ISBN 978-88-3273-833-9      |
| 15    | 8     | 30 settembre 2015           | ISBN 978-4-09-187296-8      | 24 novembre 2023            | ISBN 978-88-3273-935-0      |
| 16    | 8     | 30 maggio 2016              | ISBN 978-4-09-187697-3      | 24 novembre 2023            | ISBN 978-88-3273-935-0      |
| 17    | 9     | 30 settembre 2016           | ISBN 978-4-09-187847-2      | 28 giugno 2024              | ISBN 978-88-3273-994-7      |
| 18    | 9     | 30 maggio 2017              | ISBN 978-4-09-189577-6      | 28 giugno 2024              | ISBN 978-88-3273-994-7      |
| 19    | 10    | 30 novembre 2017            | ISBN 978-4-09-189747-3      | 13 dicembre 2024            | ISBN 979-1-25621-080-0      |
| 20    | 10    | 29 giugno 2018              | ISBN 978-4-09-860018-2      | 13 dicembre 2024            | ISBN 979-1-25621-080-0      |
| 21    | 11    | 28 febbraio 2019            | ISBN 978-4-09-860237-7      | 11 luglio 2025              | ISBN 979-12-5621-080-0      |
| 22    | 11    | 30 settembre 2019           | ISBN 978-4-09-860434-0      | 11 luglio 2025              | ISBN 979-12-5621-080-0      |
| 23    | -     | 26 febbraio 2021            | ISBN 978-4-09-860666-5      | —                           | —                           |
| 24    | -     | 28 dicembre 2021            | ISBN 978-4-09-861219-2      | —                           | —                           |
| 25    | -     | 30 agosto 2022              | ISBN 978-4-09-861430-1      | —                           | —                           |
| 26    | -     | 28 febbraio 2023            | ISBN 978-4-09-861634-3      | —                           | —                           |
| 27    | -     | 30 ottobre 2023             | ISBN 978-4-09-862635-9      | —                           | —                           |
| 28    | -     | 30 aprile 2024              | ISBN 978-4-09-862814-8      | —                           | —                           |
| 29    | -     | 28 novembre 2024            | ISBN 978-4-09-863140-7      | —                           | —                           |

### Serie TV

#### Dorama televisivo giapponese
Nell'agosto 2009 è stata annunciata la produzione di un dorama, con Kaoru Kobayashi nel ruolo del Master. La prima stagione della serie è andata in onda per dieci episodi da ottobre a dicembre 2009 su MBS, TBS e altre reti.

#### Serie televisiva coreana
Un dramma televisivo coreano, intitolato Sim-yasikdang, è stato trasmesso nel 2015.

#### Serie televisiva cinese
Una serie televisiva cinese è stata trasmessa nel 2017.

#### Film
Dalla serie sono stati tratti due film giapponesi in live-action: Midnight Diner (2014) e Midnight Diner 2 (2016).
Un adattamento cinematografico cinese, non correlato alla serie televisiva cinese, è stato diretto da Tony Leung Ka-Fai e pubblicato nel 2019.

## Accoglienza
A ottobre 2014, il manga ha venduto oltre 2,3 milioni di copie.

### Riconoscimenti
Nel 2009, il manga è stato nominato per il 2º Manga Taishō. Nel 2010 ha vinto il 55º Premio Shōgakukan per i manga nella categoria generale. Lo stesso anno, il manga ha vinto il 39° Japan Cartoonist Award. Il manga è stato nominato per il premio Best Comic al Festival international de la bande dessinée d'Angoulême nel 2018 e nel 2019.